# Rhopalomeces discolor
Rhopalomeces discolor là một loài bọ cánh cứng trong họ Cerambycidae.